# 乙二醇
乙二醇，又名甘醇、水精。化学式為HOCH2—CH2OH。屬於最简单的二元醇。无色无臭、有甜味液体，能与水以任意比例混合。用作溶剂、防冻剂以及PETE等的原料。乙二醇是化纖產業的基礎原料之一。
乙二醇對動物有毒性，人類致死劑量估計為1.6 g/kg，不過成人服食30毫升已有可能引致死亡。

## 製備
乙二醇可由乙烯透過反应中间体环氧乙烷產生。環氧乙烷與水的反應產生乙二醇的化學反應式如下：
C2H4O + H2O   →   HO–CH2CH2–OH
此反應可由酸或鹼的催化下加速反應，或在中性pH值條件下提高的溫度也可以加速反應。乙二醇最高的產率發生在酸性或中性pH下與大量過量的水，在這條件下，乙二醇的產量可達90％。主要的副產物是屬於乙二醇低聚物的二甘醇、三甘醇及四甘醇。每年生產約六十七億公斤。
有一個選擇性較高的方式是使用OMEGA process。反應式為:
C2H4O + CO2 → C3H4O3
C3H4O3 + H2O → HOC2H4OH + CO2
在OMEGA process中，
- 第一步驟：環氧乙烷先與二氧化碳轉變成碳酸乙烯酯（Ethylene carbonate）。
- 第二步驟：碳酸乙烯酯與水反應，選擇性地產生乙二醇單體。在第二步驟被釋放的二氧化碳，可以回饋到第一步驟再使用。[3]

## 毒性
相較於甲醇的最低致死劑量（LDLO）為1-2毫克/公斤，乙二醇的毒性不高，目前已知對人類的最低致死劑量為786毫克/公斤。乙二醇最大的危險性在於它的甜味。因此相較於其他有毒物質，孩童和動物比較容易因攝取大量的乙二醇而中毒。經過消化系統作用，乙二醇會先被氧化成乙醇酸，再被氧化成草酸。乙二醇及其副產物會先影響中樞神經系統，接著是心臟，而後影響腎臟。如無適當治療，攝取過量乙二醇會導致死亡。
根據美國毒物管制中心2007年的資料，當年有大約1000起乙二醇中毒事件且其中有16人死亡。2008年則有7人死於乙二醇中毒。

## 生活環境中的乙二醇
- 生活環境中的乙二醇主要來自於機場的用來除冰的除冰劑、車輛冷卻系統的防凍劑（水箱水、水箱精，現在部分改用不具毒性的1,2-丙二醇）或其他含有乙二醇的產品。
- 乙二醇在大氣中自然分解的時間大約為10天。
- 水中或土壤中的乙二醇則需大約幾個星期才會分解。[7]

## 外部連結
- ГОСТ 19710-83. Этиленгликоль. Технические условия.（页面存档备份，存于） （俄文）
- Hairong Yue, Yujun Zhao, Xinbin Ma and Jinlong Gong. Ethylene glycol: properties, synthesis, and applications. Critical Review（页面存档备份，存于） — Chemical Society Reviews. Issue 11, 2012, 41, 4218-4244. DOI: 10.1039/C2CS15359A （英文）